# Rebecca Richman
Rebecca Rose Richman (Brooklyn, 4 gennaio 1983) è un'ex cestista statunitense con cittadinanza giamaicana.

## Carriera
È stata selezionata dalle New York Liberty al terzo giro del Draft WNBA 2005 (36ª scelta assoluta).
Con la Giamaica ha disputato i Campionati centramericani del 2006, i Giochi panamericani di Rio de Janeiro 2007 e i Campionati americani del 2007.